# Valentín Valentínovich Ivanov
Valentin Valentinovich Ivanov (en ruso: Валентин Валентинович Иванов; nacido el 4 de julio de 1961) es un exárbitro y jugador de fútbol internacional ruso. Hijo de dos campeones olímpicos de 1956, Valentín Ivanov y Lidiya Ivanova, vive en Moscú donde trabaja como profesor de educación física.
Como jugador, llegó a la final de la Copa de la Unión Soviética en 1983.
Habla ruso e inglés y ha sido árbitro internacional desde el 1 de enero de 1997. El primer partido internacional que arbitró fue Luxemburgo - Polonia en 1999. Antes de su clasificación se desempeñó como árbitro asistente y dirigió 3 partidos en la Copa del Mundo de 1994.
Arbitró la Copa FIFA Confederaciones 2003, la Copa Intercontinental de Clubes 2003, la UEFA Euro 2004 y el Campeonato Mundial Juvenil de la FIFA 2005.
En 2005, arbitró las eliminatorias mundialistas entre Gales e Inglaterra, y Suecia e Islandia. Tanto Inglaterra como Suecia se clasificaron y fueron sorteados en el mismo grupo en la Copa del Mundo propiamente dicha. También fue seleccionado para arbitrar el partido de semifinales de la UEFA Champions League entre el Villarreal y el Arsenal en la temporada 2005-06.
En la Eurocopa 2004, arbitró 3 partidos, emitiendo 15 amarillas y 1 roja.

## Copa del mundo 2006
La Copa Mundial de la FIFA 2006 fue el último gran torneo internacional de Ivanov, ya que alcanzó la edad de jubilación obligatoria de 45 años para los árbitros de la FIFA el 4 de julio. En un partido de octavos de final entre Portugal y Holanda, Ivanov emitió 16 tarjetas amarillas y cuatro tarjetas rojas. Las 16 amonestaciones igualaron el récord mundialista establecido en 2002 por el árbitro español Antonio López Nieto, mientras que las cuatro expulsiones (todas por segunda tarjeta amarilla de los respectivos jugadores) establecieron un nuevo récord mundialista. Costinha y Deco fueron expulsados por Portugal, mientras que fueron Khalid Boulahrouz y Giovanni van Bronckhorst para los holandeses. Holanda fue amonestado siete veces, y dos jugadores recibieron tarjetas rojas luego de la segunda amarilla. Portugal vio 9 tarjetas amarillas (récord de la Copa del Mundo para un equipo) y dos expulsiones después de la segunda amarilla también. El presidente de la FIFA, Sepp Blatter, sugirió más tarde que Ivanov debería haberse sacado una tarjeta amarilla por su mala actuación durante el partido, y dijo en broma que Ivanov parecía "una tarjeta amarilla ambulante" debido a su camiseta amarilla. Sepp Blatter lamentó estas palabras y prometió disculparse oficialmente, aunque nunca lo hizo. Según los espectadores de ese partido. Ellos dijeron que el árbitro tendría que evitar más amarillas y al menos haber sacado unas 5 tarjetas rojas según la mayoría de espectadores que vieron ese partido considerado cómo el partido de futbol más violento de toda la historia de los mundiales.
Gerhard Mayer-Vorfelder, el presidente de la Asociación Alemana de Fútbol también defendió a Ivanov, diciendo que Ivanov solo estaba haciendo cumplir las reglas. Señaló que el partido no careció de discreción por parte del árbitro, sino que los equipos no siguieron las reglas del juego. También señaló que la FIFA dio la orden a los árbitros de cumplir con firmeza las normas en lo que se refiere a placajes, sujetar camisetas y pérdidas de tiempo, y que esto se lo dejó perfectamente claro a todos los equipos. 